# L'Évadé de l'enfer
Pour plus de détails, voir Fiche technique et Distribution.

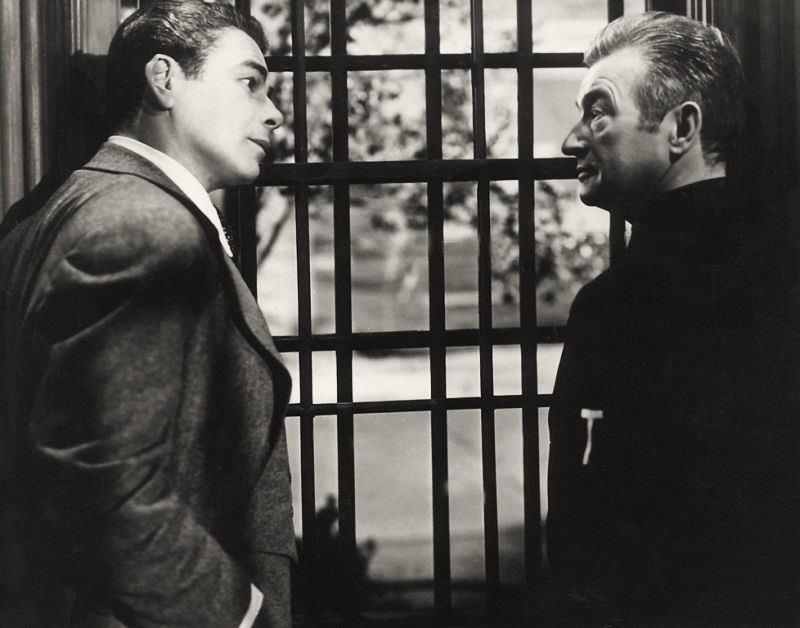
Paul Muni et Claude Rains.

L'Évadé de l'enfer (Angel on My Shoulder) est un film américain réalisé par Archie Mayo, sorti en 1946.

## Synopsis
Tué à sa sortie de prison par son ancien complice Smiley Williams, le gangster Eddie Kagle se retrouve en enfer. Là, il accepte la proposition du diable (qui se fait appeler Nick) de retourner sur terre dans la peau du juge Fredrick Parker, son sosie. 
Mais alors qu'il est initialement déterminé à se venger de Smiley et à suivre les instructions de Nick, Eddie se transforme sous l'aspect du juge, tombant au passage amoureux de Barbara Foster, la fiancée de celui-ci.

## Fiche technique
- Titre : L'Évadé de l'enfer
- Titre original : Angel on My Shoulder
- Réalisateur : Archie Mayo (dernier film)
- Scénario : Roland Kibbee et Harry Segall, d'après une histoire originale de ce dernier
- Musique (et direction musicale) : Dimitri Tiomkin
- Directeur de la photographie : James Van Trees
- Directeur artistique : Bernard Herzbrun
- Décors de plateau : Edward G. Boyle
- Costumes : Maria Donovan (femmes) et Robert Martien (hommes)
- Montage : Asa Clark
- Producteurs : Charles R. Rogers et David W. Siegel (associé)
- Pays de production :  États-Unis
- Compagnie de production : Charles R. Rogers Prod.
- Compagnie de distribution : United Artists
- Genre : Film fantastique / Comédie dramatique
- Format : Noir et blanc
- Durée : 100 minutes
- Dates de sortie :
  - États-Unis : 20 septembre 1946
  - France : 26 août 1947

## Distribution
- Paul Muni : Eddie Kagle / le juge Fredrick Parker
- Claude Rains : le diable, alias Nick
- Anne Baxter : Barbara Foster
- Onslow Stevens : Dr Matt Higgins
- George Cleveland : Albert
- Erskine Sanford : le pasteur
- Marion Martin : Mme Bentley
- Hardie Albright : Smiley Williams
- James Flavin : Bellamy
- James Dundee : un gangster

Et, parmi les acteurs non crédités :
- Murray Alper : Jim, un chauffeur de taxi
- Noble Johnson : un agent de l'enfer
- Fritz Leiber : le chimiste en enfer qui a empoisonné sa femme
- George Meeker : M. Bentley
- Sarah Padden : Agatha
- James Van Trees : petit rôle non spécifié

## Autour du film
- le thème du mort qui retourne sur terre dans la peau d'un autre avait déjà été abordé dans Le Défunt récalcitrant (1941)
- le diable, qui se présente ici d'abord comme Méphistophélès, se fait ensuite appeler Nick ; ce prénom sera aussi celui du diable joué par Ray Milland dans Un pacte avec le diable (Alias Nick Beal, 1949)